# Žiče, Slovenske Konjice
Žiče este o localitate din comuna Slovenske Konjice, Slovenia, cu o populație de 520 de locuitori.